# Neogoticismo
Neogoticismo o goticismo es la denominación historiográfica de la pretensión de los reinos cristianos de la península ibérica, y especialmente del reino astur-leonés, de considerarse herederos de la monarquía visigoda desaparecida en 711 con la invasión musulmana y considerarse legitimados para restaurarla mediante la denominada «Reconquista». En épocas posteriores continuó sirviendo como elemento central de las construcciones ideológicas que justificaban el predominio sociopolítico de los «cristianos viejos» y la Monarquía Católica.

## Edad Media
A pesar de que las crónicas posteriores establecen genealogías justificadoras, los elementos propios de la ideología goticista o neogoticista no se detectan hasta el reinado de Alfonso II de Asturias (finales del siglo VIII y primera mitad del siglo IX), coincidiendo con la llegada de clérigos mozárabes y la adopción del Liber Iudiciorum. Luis A. García Moreno, siguiendo a Claudio Sánchez-Albornoz, afirma que durante el reinado de Alfonso II, «un grupo de clérigos cultos íntimamente ligados al soberano procedería a la creación de una teoría política —plasmada en una crónica que no ha llegado a nosotros—, según la cual la monarquía de Alfonso II era directa y legítima heredera de los derechos históricos de los reyes de Toledo. Esta reclamación de la herencia goda —el neogoticismo de Alfonso II, como se le suele llamar— habría de servir tanto para reforzar el poder monárquico, y en concreto de la dinastía alfonsina, en el interior, como para señalar claramente la autonomía y carácter diferenciado del reino asturiano frente a cualquier intento, más o menos encubierto, de hegemonía carolingia».
Por su parte Ricardo García Cárcel retrasa el nacimiento del goticismo astur-leonés a finales del siglo IX: «la idea de la monarquía astur-leonesa como heredera de la visigoda toledana y destinada a reconstruir la perdida unidad de España es una construcción ideológica del clero erudito leonés de fines del siglo IX y del siglo X (Crónica albeldense y las dos versiones de la Crónica de Alfonso III). Ese primer goticismo o visigotismo sirvió para dotar de legitimidad histórica al concepto de Reconquista… Pelayo era el último godo y el primer cristiano de la nueva era». Sin embargo, será Castilla la que acabará capitalizando la herencia goticista. Por su parte, en los condados catalanes también se recurre a la herencia gótica y, de hecho, sus habitantes, antes de que se llamen a sí mismos catalanes, se consideraron godos para diferenciarse de los carolingios y de los musulmanes. Así el conde Wifredo el Velloso quedará convertido en el último godo y el primer catalán.
En el siglo XIII surge un nuevo goticismo en Castilla y en Cataluña, pues ya no se trata de restaurar el antiguo reino visigodo, sino de ahondar en las raíces de los propios visigodos. Fue entonces cuando aparece la Hispania gestarum Chronicon o Crónica rerum gestarum in Hispania del arzobispo de Toledo, el navarro Rodrigo Jiménez de Rada que la empezó en 1228. La obra señala a los godos como los creadores de la unidad hispánica y sitúa sus orígenes en Túbal, quinto hijo de Jafet, este a su vez hijo de Noé, y que ya había sido invocado por Isidoro de Sevilla siete siglos antes. Después narra la conquista de Hispania por Hércules, que levantó las columnas del Estrecho, venció a Gerión y fue señor de sus tres reinos, Gallaecia, Lusitania y Bética. El sucesor de Hércules sería Hispano, del que procedería el nombre de Hispania. La obra tuvo un gran impacto y se tradujo muy pronto al catalán, en 1268 o 1269, por Pere Ribera de Perpinyà.